# Пампанґанська мова
Пампанґанська, капампанганська мова, або просто пампанґо, капампанган — одна з найбільших мов Філіппін. Відома також під назвами: пампангуено і аманунг-сісуан (останнє буквально означає «мова, вигодувана грудьми», тобто те ж, що й «рідна мова»).

## Історія
Назва мови походить від слова pampang, що означає «берег річки». Історія мови до прибуття іспанців в 16 столітті майже невідома. У 18 столітті чернець Дієґо Бергано написав дві книги: словник (Vocabulario de la lengua Pampanga ) і граматику (Arte de la lengua Pampanga). На цій мові писали два видатних філіппінських письменники 19 століття. Отець Ансельмо Пахардо здобув популярність як автор творів «Гонсало з Кордови» і «Героїчна комедія про завоювання Гранади». Ще один письменник Хуан Крісостомо Сото був автором багатьох п'єс. Амадо Юсон, номінант на Нобелівську премію з літератури в 1950-х роках, був автором поеми «Кріссотан».
В XXI столітті пампанґо занепадає навіть на тих територіях, де мова традиційно була поширена.

## Класифікація
Більшість дослідників поміщають капампанганську мову в північні філіппінські мови австронезійської сім'ї.
Найближчими родичами мови пампанґо є самбальська мова провінції Самбалес і мова болінао, поширена в місті Болінао.

## Граматика

### Іменники
Іменники в пампанґо не мають флексій. Відмінковий показник зазвичай передує іменнику. Є три відмінкових показника: абсолютив / номінатив, ергатив/ генитив і непрямий відмінок. Маркери непрямих відмінків виконують ту ж роль, що прийменники в європейських мовах. Ергатив позначає активного діяча при неперехідних дієсловах. Абсолютив позначає об'єкт дії при перехідних дієсловах, але підмет при неперехідних. Крім того, іменні маркери діляться на два класи: один для назв (імен) людей, другий — для всього іншого. Відмінкові показники наведені в таблиці нижче.
|                 | Абсолютив | Ергатив   | Непрямий відмінок |
| --------------- | --------- | --------- | ----------------- |
| Звичайний одн.  | ing       | -ng, ning | king              |
| Звичайний множ. | ding ring | ring      | karing            |
| Особистий одн.  | i         | -ng       | kang              |
| Особистий множ. | di ri     | ri        | kari              |

Приклади: Dinatang ya ing lalaki. 
 «Людина прийшла».
Ikit neng Juan i Maria. 
 «Хуан бачив Марію».
Munta la ri Elena ampong Robertu king bale nang Miguel. / Munta la di Elena ampong Robertu king bale nang Miguel. 
 «Елена і Роберто підуть в будинок Мігеля».
Nukarin la ring libro? 
 «Де книги?»
Ibie ke ing susi kang Carmen. 
 «Я віддам ключ Кармен».

### Займенники
|                 | Абсолютив (незалежний) | Абсолютив (енклітика) | Ергатив  | Непрямий відмінок |
| --------------- | ---------------------- | --------------------- | -------- | ----------------- |
| Я               | yaku, aku              | ku                    | ku       | kanaku, kaku      |
| Ти              | ika                    | ka                    | mu       | keka              |
| Він, вона, воно | iya, ya                | ya                    | na       | keya, kaya        |
| Ми двоє         | ikata                  | kata, ta              | ta       | kekata            |
| Ми з тобою      | ikatamu, itamu         | katamu, tamu          | tamu, ta | kekatamu, kekata  |
| Ми без тебе     | ikami, ike             | kami, ke              | mi       | kekami, keke      |
| Ви              | ikayo, iko             | kayu, ko              | yu       | kekayu, keko      |
| Вони            | ila                    | la                    | da ra    | karela            |

#### Особливі форми займенників
Займенники ya і la після слів ati (є (десь)) і ala (немає (десь)) мають особливі форми: yu і lu.

#### Вказівні займенники
Система вказівних займенників відрізняється від аналогічних займенників в інших філіппінських мовах у зв'язку з наявністю різних варіантів для чисел однини і множини.
|                                        | Абсолютив | Абсолютив | Ергатив | Ергатив | Непрямий відмінок | Непрямий відмінок | локатив | локатив | Екзистенційний відмінок |
| -------------------------------------- | --------- | --------- | ------- | ------- | ----------------- | ----------------- | ------- | ------- | ----------------------- |
| одн.                                   | множ.     | одн.      | множ.   | одн.    | множ.             | одн.              | множ.   |         | Екзистенційний відмінок |
| Найближчий до мовця (цей, тут)         | ini       | deni reni | nini    | dareni  | kanini            | kareni            | oyni    | oreni   | keni                    |
| Біля мовця і співрозмовника (цей, тут) | iti       | deti reti | niti    | dareti  | kaniti            | kareti            | oyti    | oreti   | keti                    |
| Ближче до співрозмовника (той, там)    | iyan      | den ren   | niyan   | daren   | kanyan            | karen             | oyan    | oren    | ken                     |
| Віддалений (он там, он той)            | ita       | deta reta | nita    | dareta  | kanita            | kareta            | oyta    | oreta   | keta                    |

Вказівні займенники ini і iti (включаючи їх відмінкові форми) обидва означають «цей», але використовуються в різному контексті. Iti звичайно відноситься до чого-небудь абстрактного, але може вказувати і на конкретні іменники. Наприклад, iting musika (ця музика), iti ing gagawan mi (ось що ми робимо). Ini завжди є конкретним і ніколи — абстрактним. Наприклад, ining libru (ця книга), ini ing asu nang Juan (це собака Хуана). Крім того, в локативних формах keni використовується, коли співрозмовник знаходиться не поруч з предметом, про який йде мова. Keti, навпаки, коли співрозмовник знаходиться поряд з предметом. Наприклад, дві людини в одній і тій же країні будуть називати свою країну keti, проте про своїх містах — keni, в обох випадках маючи на увазі «тут».
Nanu ini? 
 «Що це?»
Mangabanglu la rening sampaga. / Mangabanglu la dening sampaga. 
«Ці квіти приємно пахнуть».
Ninu ing lalaking ita? 
«Хто ця людина?»
Me keni / munta ka keni. 
 «Приходь (підходь)».
Ati ku keti / atsu ku keni / atyu ku keni. 
 «Я тут».
Mangan la keta. 
 «Вони будуть їсти тут».
Ninu ing anak a yan? 
 «Хто ця дитина ?»
Uyta / Oyta ya pala ing salamin mo / mu! 
«Так от де ваші окуляри!»
E ku pa menakit makanyan / makanini. 
«Я не бачив одного з них раніше»
Manyaman la ren. / Manyaman la den. 
 «Вони смачні».
Ayni / Areni / Oreni la reng adwang regalo para keka. 
 «Ось два подарунки для тебе».

### Дієслова
Дієслова капампанґанської мови — морфологічні складні і приймають безліч афіксів, що відображають фокус, вид, спосіб та інші категорії.

#### Складнощі і нерегулярності
Носії інших філіппінських мов сприймають капампанґанську дієслівну систему як складнішу, ніж у їх рідних мовах, через те, що ряд дієслів відносяться до незвичайних (для інших філіппінських мов) дієслівних класів; крім того, існують складні правила використання ряду дієслівних форм. Щоб ілюструвати дані проблеми, можна розглянути дієслово sulat (писати), яке існує як в тагальській мові, так і в пампанґо.
Приклад:
- susulat означає «пише» по-капампанґанськи, але «буде писати» по-тагальськи.
- Sumulat означає «буде писати» по-капампанґанськи, але «писав» по-тагальськи. Ця форма також є інфінітивом в обох мовах.
- Sinulat означає «писав» в обох мовах, проте в пампанґо — фокус на діяча, а в тагальській — на об'єкті.

Суфікс об'єкта-фокусу -an позначає два різних фокуси. Єдина різниця між ними полягає в тому, що в одній з парадигмі відмінювання -an зберігається для передачі доконаного виду, тоді як в іншій парадигмі дієвідміни — опускається.
Розглянемо нижче два дієслова:
bayaran(платити кому-небудь):bayaran(сплатити комусь), babayaran(платить комусь), beyaran(сплатив комусь)
bayaran(платити за щось):bayaran(сплатити за що-небудь), babayaran(платить за що-небудь), binayad (платив за що-небудь)
Зверніть увагу, що в інших філіппінських мовах є окремі форми. Наприклад, в тагальській є суфікси -in і -an, в бікольській -on і -an і в більшості вісайських мов, а також -en і -an в ілокано. Це пов'язано з історичними фонетичними змінами в порівнянні з протофіліппінським /*e/.
Існує ряд дієслів, фокусованих на діяча, в яких не використовується інфікс -um-, але вони зазвичай відмінюються, як і інші дієслова. Наприклад, gawa (робити), bulus (занурювати), terak (танцювати), lukas(забирати), sindi (курити), saklu (знайти), takbang (крокувати), tuki (супроводжувати), і т. д. використовуються замість *gumawa, *bumulus, *tumerak, *lumukas, *sumindi, *sumaklu, *tumakbang , *tumuki.
Багато з дієслів, згаданих вище, піддаються зміні голосної замість прийняття інфіксів -in- (доконаний вид). Для фокусу діяча (наприклад, дієслова на -um-) це відбувається тільки у дієслів, у яких є голосний /u/ в першому складі. Наприклад, дієслово lukas (забрати) має часові форми lukas (забере), lulukas (забирає) і likas (забрав) (а не очікуване *linukas). Дана зміна голосного також відбувається у ряді дієслів, фокусованих на об'єкт в доконаному виді. На додаток до перетворення /u/ в /i/, /a/ перетворюється в /e/ в ряді випадків. Наприклад, dela (приніс що-небудь), а не *dinala, semal (працював над чим-небудь), а не *sinamal, і seli (купив), а не *sinali.
Більш того, на письмі не розрізняються два різних префікса mag-. Magsalita може означати або каже, або буде говорити. На слух, проте, різниця помітна. [mɐgsalitaʔ] означає «буде говорити», а [ˌ ma ː gsalitaʔ] — «говорить».

#### Таблиця дієвідміни
Нижче наведена таблиця основних дієслівних афіксів.
|                                            | Інфінітив & Контемплатив | Прогресив | Закінчена дія            |
| Фокус на діяча 1a                          | -um-                     | CV-       | -in-                     |
| Фокус на діяча 1b                          | —                        | CV-       | -in- -i-                 |
| Фокус на діяча 1c                          | m-                       | mVm-      | min- me-                 |
| Фокус на діяча 2                           | mag-                     | mág-      | mig-, meg-               |
| Фокус на діяча 3                           | ma-                      | má-       | ne-                      |
| Фокус на діяча 4                           | maN-                     | máN-      | meN-                     |
| Фокус на об'єкті 1                         | -an                      | CV-…-an   | -in- -i- -e-             |
| Фокус на об'єкті 2 Фокус на одержувача дії | i-                       | iCV-      | i- -in- i- -i- i- -e-    |
| Фокус на об'єкті 3 локативний фокус        | -an                      | CV-…-An   | -in-…-an -i-…-an -e-…-an |
| Фокус на інструменті                       | ipaN-                    | páN-      | piN-, peN                |
| Фокус причини                              | ka-                      | ká-       | ke-                      |
| ------------------------------------------ | ------------------------ | --------- | ------------------------ |

### Енклітика
- ba: використовується факультативно в питаннях «так чи ні» та інших типах питальних пропозицій.
- daw / raw: частка передачі з чужих слів ; «як кажуть», «з чуток», «мабуть».
- Din / rin: частка додавання до сказаного раніше, може перекладатися «також», «а ще».
- Iká: висловлює надію, нереалізоване умова (у дієслів доконаного виду), використовується в умовних виразах.
- Itá: висловлює невизначеність і нереалізовану ідею ; напевно, може бути, здається.
- kahit, man: навіть, навіть якщо, навіть хоча.
- kung: умовна частка, що позначає несподівану подію; якщо.
- lang: обмежувальна частка; тільки, всього лише.
- na: тепер, вже.
- pa: все ще, ще.
- namán: використовується для протиставлення, пом'якшує питання і емфазу.
- nanu ita: виражає причину; оскільки, тому що.
- ngâ: використовується у твердженнях або для емфази, крім того, пом'якшує імператив; звичайно, безумовно.
- palá: частка висловлює усвідомлення або несподіваний спогад.
- po: частка ввічливості.

### Екзистенціальна зв'язка
Для вираження існування/наявності («там є», «є») і володіння («мати») використовується слово atí.

### Заперечення
Існує дві негативних частинки: alí і alá. Alí заперечує дієслова і зв'язки, означає «ні» або «не». Alá — антонім atí, означає «ні» у сенсі «не є», «відсутній».

### Питальні займенники
Komustá використовується для питання про самопочуття або стан, нерідко як вітання. Походить від іспанського виразу¿cómo está?.
Komustá na ka? 
 «Як поживаєш?»
Komustá ya ing pasyente? 
 «Як справи у пацієнта?»
Nanu означає, що. Nanu ya ing gagawan mu? < br /> «Що ти робиш?»
Ninu означаєхто. Ninu la reng lalake? / Ninu la deng lalake? 
 «Хто ці люди?»
Ninu i Jennifer? 
 «Хто така Дженніфер?»
Nokarin означаєде, але використовується для питання про місцезнаходження об'єкта і не використовується разом з дієсловами. Nokarin ya ing drayber? 
 «Де водій?» 
 Прим.:Drayberпоходить від англійського «driver».
Nokarin ya i Henry? 
 «Де Генрі?»

### Запозичення
Є чимало запозичень з іспанської мови, з урахуванням більш ніж 300-річного іспанського панування. Серед прикладів можна згадати: suerti від іспанського suerte (удача), kurus від cruz (хрест), karni від carne (м'ясо), korsunada від corazonada.
Через вплив буддизму і індуїзму в пампанґо мові є запозичення з санскриту:
- kalma «доля» від санскр. Карма
- damla «божественний закон» від санскр. Дхарма
- mantala «заклинання» від санскр. Мантра
- upaya «влада» від санскр. Upaya
- lupa«обличчя» від санскр. Rupa
- sabla «кожен» від санскр. Sarva
- lawu «затемнення» від санскр. Rahu
- galura «Гігантський орел (прізвище)» від санскр. Гаруда
- laksina «південь (прізвище)» від санскр. Таксин
- laksamana «Адмірал (прізвище)» від санскр. Лакшман

Є також запозичення з китайської, в основному з діалектів — кантонського і хоккіен:
- ápû 阿婆 «бабуся по матері»
- impû 外婆 «бабуся по батькові»
- ingkung 外公 «дідусь по батькові»
- atchi 阿姐 «старша з сестер»

## Приклади

### вживані фрази
- Kumusta ka? — Як поживаєш?
- Masalese ku pu. — Я в порядку.
- Mayap ku pu. — У мене все добре.
- Nanung lagyu mu? — Як тебе звуть?
- Malagu kang talaga. — Ти справді гарна.
- Kasanting mu! — Ти такий гарний!
- Uwa — Так.
- Ali — Ні.
- Me keni (скор. від 'Ume ka keni'). — Підійди.
- Kaluguran da ka — я люблю тебе, ми любимо тебе, вони люблять тебе.
- Tabalu keka — букв. «Я не знаю з тобою»
- Eku balu — я не знаю.
- Mako na ku — Мені треба йти.
- Mangan ta na, Mangan tamu-Let — давайте поїмо.

### Числівники
| Числівник | Капампанґанський переклад                |
| --------- | ---------------------------------------- |
| 1         | Metung / Isa                             |
| 2         | Adua                                     |
| 3         | Atlu                                     |
| 4         | Apat                                     |
| 5         | Lima                                     |
| 6         | Anam                                     |
| 7         | Pitu / pito                              |
| 8         | Walu / walo                              |
| 9         | Siyam                                    |
| 10        | Apulu                                    |
| 11        | Labing metung                            |
| 12        | Labing adua                              |
| 13        | Labing atlu                              |
| 14        | Labing apat                              |
| 15        | Labing lima                              |
| 20        | Adwang pulu                              |
| 21        | Adwang pulu't metung                     |
| 22        | Adwang pulu't adua                       |
| 30        | Atlung pulu                              |
| 100       | Dinalan                                  |
| 200       | Aduang dalan                             |
| 1,000     | Libu / Metung Libu / Metung a Libu       |
| 2,000     | Aduang Libu                              |
| 20,000    | Aduang Pulung Libu                       |
| 100,000   | Dinalang Libu / Dinalan a Libu           |
| 200,000   | Auwang Dalan Libu / Auwang Dalan A Libu  |
| 1,000,000 | Milyon / Metung Milyón / Metung a Milyon |
| 2,000,000 | Aduang Milyon                            |